# ضفادع صندوقية الرأس
ضفادع صندوقية الرأس (الاسم العلمي: Pyxicephalidae)، فصيلة ضفادع توجد في إفريقيا جنوب الصحراء الكبرى. تضم 12 جنسًا.